# 程村紙
程村紙（ほどむらがみ、ほどむらし）は、栃木県那須烏山市で作られる楮紙。
烏山和紙を代表する和紙で、「厚紙の至宝」と評されるほどに厚手で丈夫なのが特徴。品質が高いことで知られる那須楮を原料とする。起源は奈良時代とされ、かつて烏山町境村にあった程村地区が産地であったことに由来する。襖や障子等の建築部材のほか、投票用紙、皇居用の懐紙、烏山藩藩札などの重要書類で用いられ、現在は卒業証書用紙が主力である。宮中で年頭に行われる「歌会始の儀」でも用いられた。烏山地方は戦前は和紙の一大産地であったが、安価な西洋紙に押されて1964年（昭和39年）には1軒のみになっている。
1970年（昭和45年）には烏山町無形文化財に指定され、1977年（昭和52年）には記録作成等の措置を講ずべき無形文化財に選択された。明治百年行事では通産大臣賞を受賞した。
福井県越前市の越前奉書、岐阜県美濃市の美濃の直紙、山口県岩国市の岩国半紙、茨城県常陸大宮市の西ノ内紙と共に、日本の代表的な5紙の一つとされている。